# Sergio Higuita
Sergio Andrés Higuita García (Medellín, 1 de agosto de 1997) es un ciclista profesional colombiano. Desde 2025 corre para el equipo kazajo XDS Astana Team de categoría UCI WorldTeam.

## Trayectoria
Durante la temporada 2019, alcanza una victoria de etapa en la Vuelta a España, se destaca por su ubicación en el puesto 14 de la clasificación general, con el equipo EF Education First. En 2020 se corona campeón nacional de ruta, campeón del Tour Colombia y logra una posición dentro del podio de la París-Niza, al finalizar tercero en la clasificación general. 2021 es su última temporada con el equipo EF Education First, se destaca por su puesto 25 en la clasificación general del Tour de Francia.

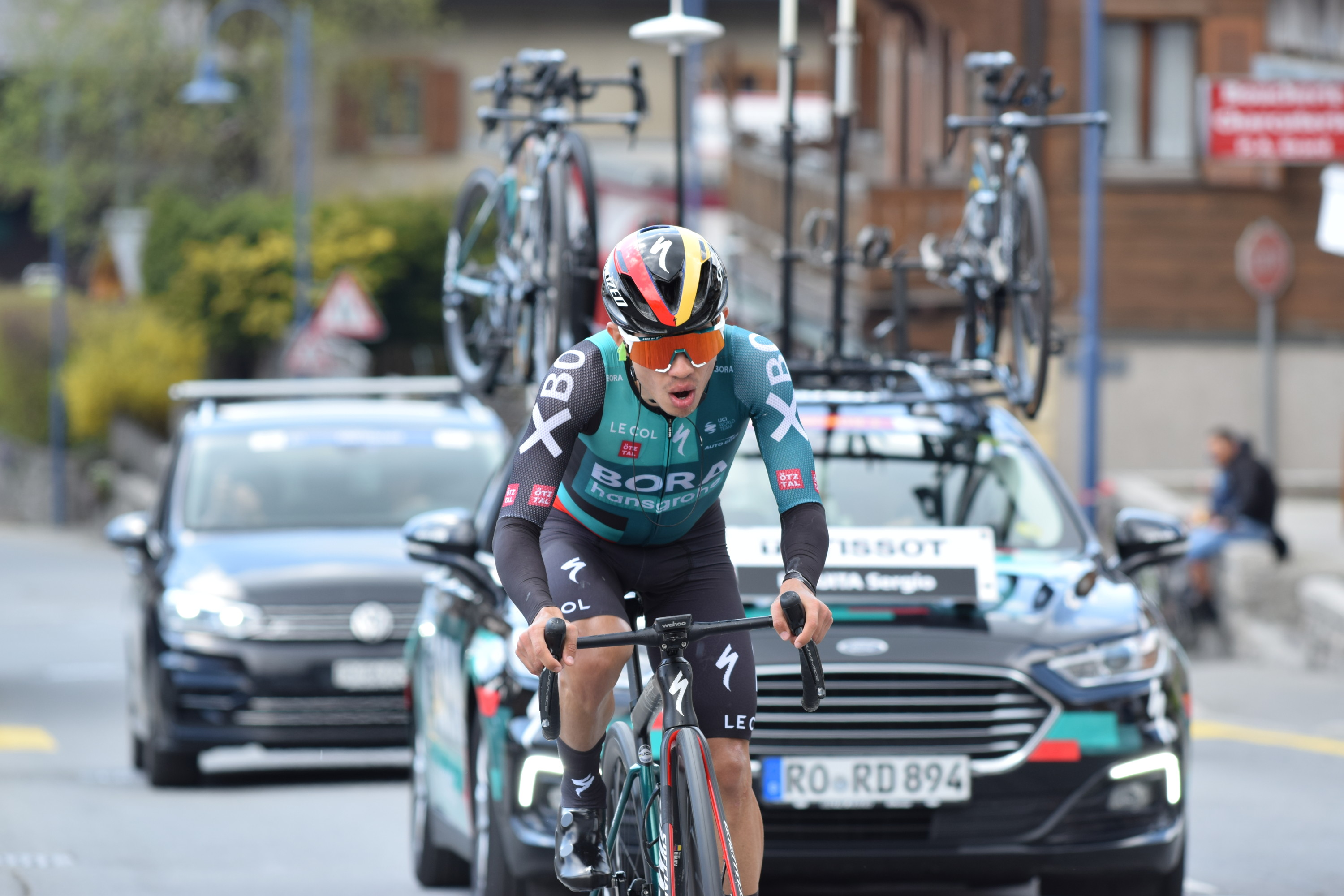
Tour de Romandie 2022 Villars 7079

Para la temporada 2022, firma como refuerzo para el equipo Bora-Hansgrohe de Alemania, realizó su primera competencia en la Vuelta al Algarve, obtuvo la victoria en la quinta y última etapa imponiéndose en el esprint final cuesta arriba ante Daniel Felipe Martínez. Ingresó en el top-10 de la clásica Strade Bianche con un recorrido de 184 kilómetros, fue el colombiano mejor posicionado. Consigue su primer título WorldTour, al consagrarse campeón de la Vuelta a Cataluña 2022, donde también consigue llevarse el primer lugar en la clasificación de premios de montaña y mejor joven del certamen. Se convirtió así, en el quinto colombiano en ganar esta competencia. Tuvo una destacada presentación en la clásica monumento Lieja-Bastoña-Lieja; cruzó la meta en quinto lugar a 00:48" del vencedor. Logró una nueva victoria al imponerse en la cuarta jornada, considerada etapa reina del Tour de Romandía.
Con un notable desempeño, logró subir al segundo lugar del podio en la Vuelta a Suiza. Estos fueron los resultados más destacados en la competencia: octavo lugar en la fracción inicial, puesto ocho en la quinta jornada con final en Novazzano, en la sexta etapa cruzó la meta en la novena casilla y ascendió al tercer lugar de la general. Ya en la séptima fracción, considerada etapa reina de la carrera, lanzó un ataque a 2 kilómetros de meta, que le permitió ganar segundos importantes para convertirse en nuevo líder de la competencia. La contrarreloj individual de la octava y última jornada en Vaduz fue determinante para el título, donde Sergio cedió tiempo y el británico Geraint Thomas le arrebata el primer lugar de la general.
Alzó los brazos una vez más, justo en el día de su cumpleaños, al imponerse en la tercera etapa del Tour de Polonia con final en Przemyśl; adicionalmente obtuvo el maillot de líder de la clasificación general. Tras cumplirse las ocho jornadas, se clasificó en el octavo lugar a solo 00:32" del campeón. En su segunda participación en la Vuelta a España, el equipo Bora-Hansgrohe ingresó en el octavo puesto en la contrarreloj por equipos de la jornada inicial en Utrecht. La sexta fracción con final en el ascenso del Pico Jano alcanzó a cruzar la meta en la casilla decimoséptima. Fue el mejor colombiano en la octava jornada con final en Yernes y Tameza, ingresó en la casilla decimonovena y se colocaría en el puesto 14.º de la general.
Cerró la temporada con un 4.º lugar en el último monumento del año, el Giro de Lombardía.
Inició la temporada 2023 con la participación en la Vuelta a San Juan en Argentina, logró un puesto en el podio de la carrera, al finalizar en el tercer puesto de la clasificación general, tras 7 días de competencia. El colombiano se reencontró con la victoria, en la etapa 5 de la Vuelta al País Vasco 2023, que tuvo un recorrido de 164 kilómetros, venció en el esprint al italiano Andrea Bagioli del equipo Soudal Quick-Step.

## Palmarés
2018
- 1 etapa de la Vuelta a Colombia

2019
- 1 etapa de la Vuelta al Alentejo
- 1 etapa de la Vuelta a España

2020
- Campeonato de Colombia en Ruta
- Tour Colombia, más 1 etapa

2022
- Campeonato de Colombia en Ruta
- 1 etapa de la Vuelta al Algarve
- Volta a Cataluña
- 1 etapa del Tour de Romandía
- 1 etapa del Tour de Polonia
- UCI America Tour

2023
- 1 etapa de la Vuelta al País Vasco

2024
- 2.º en el Campeonato de Colombia en Ruta

## Resultados en Grandes Vueltas
Durante su carrera deportiva ha conseguido los siguientes puestos en las Grandes Vueltas y en Clásicas y Campeonatos:

### Grandes Vueltas
| Carrera | Carrera         | 2016 | 2017 | 2018 | 2019 | 2020 | 2021 | 2022 | 2023 | 2024 | 2025 |
| ------- | --------------- | ---- | ---- | ---- | ---- | ---- | ---- | ---- | ---- | ---- | ---- |
|         | Giro de Italia  | —    | —    | —    | —    | —    | —    | —    | —    | —    | —    |
|         | Tour de Francia | —    | —    | —    | —    | Ab.  | 25.º | ―    | —    | —    | 14.º |
|         | Vuelta a España | —    | —    | —    | 14.º | —    | —    | 23.º | 43.º | —    | —    |

### Vueltas menores
| Carrera | Carrera                | 2016 | 2017 | 2018 | 2019 | 2020 | 2021 | 2022 | 2023 | 2024 | 2025 |
| ------- | ---------------------- | ---- | ---- | ---- | ---- | ---- | ---- | ---- | ---- | ---- | ---- |
|         | París-Niza             | —    | —    | —    | —    | 3.º  | —    | —    | —    | —    | —    |
|         | Tirreno-Adriático      | —    | —    | —    | —    | —    | 35.º | —    | —    | —    | —    |
|         | Volta a Cataluña       | —    | —    | —    | —    | X    | —    | 1.º  | —    | 33.º | —    |
|         | Vuelta al País Vasco   | —    | —    | —    | —    | X    | 28.º | Ab.  | 6.º  | —    | —    |
|         | Tour de Romandía       | —    | —    | —    | —    | X    | —    | 24.º | Ab.  | 82.º | 17.º |
|         | Critérium del Dauphiné | —    | —    | —    | —    | 64.º | —    | —    | —    | —    | 22.º |
|         | Vuelta a Suiza         | —    | —    | —    | —    | X    | —    | 2.º  | 43.º | 12.º | —    |
|         | Tour de Polonia        | —    | —    | —    | 4.º  | —    | —    | 8.º  | 19.º | —    |      |

### Clásicas y Campeonatos
| Carrera                 | Carrera                 | 2016 | 2017          | 2018          | 2019          | 2020          | 2021 | 2022 | 2023 | 2024 |
| ----------------------- | ----------------------- | ---- | ------------- | ------------- | ------------- | ------------- | ---- | ---- | ---- | ---- |
| Strade Bianche          | Strade Bianche          | —    | —             | —             | —             | —             | —    | 10.º | 38.º | 34.º |
|                         | Milán-San Remo          | —    | —             | —             | —             | 36.º          | —    | —    | —    | —    |
| Amstel Gold Race        | Amstel Gold Race        | —    | —             | —             | —             | 24.º          | —    | —    | Ab.  | —    |
| Flecha Valona           | Flecha Valona           | —    | —             | —             | —             | Ab.           | —    | —    | 21.º | —    |
|                         | Lieja-Bastoña-Lieja     | —    | —             | —             | —             | 31.º          | —    | 5.º  | Ab.  | —    |
| Clásica San Sebastián   | Clásica San Sebastián   | —    | —             | —             | —             | X             | —    | —    | —    | 69.º |
| Gran Premio de Quebec   | Gran Premio de Quebec   | —    | —             | —             | —             | X             | X    | —    | —    | 21.º |
| Gran Premio de Montreal | Gran Premio de Montreal | —    | —             | —             | —             | X             | X    | —    | —    | 28.º |
|                         | Giro de Lombardía       | —    | —             | —             | 76.º          | —             | 10.º | 4.º  | Ab.  | 85.  |
| JJ. OO. (Ruta)          | JJ. OO. (Ruta)          | —    | No se disputó | No se disputó | No se disputó | No se disputó | 81.º | ND   | ND   | —    |
| Mundial en Ruta         | Mundial en Ruta         | —    | —             | —             | —             | 48.º          | Ab.  | 31.º | —    | —    |
| Colombia en Ruta        | Colombia en Ruta        | —    | —             | —             | —             | 1.º           | —    | 1.º  | 20.º | 2.º  |

—: No participa

Ab.: Abandona

X: No se disputó

## Equipos
- Manzana Postobón Team (2016-2018)
- Team Euskadi[23] (2019)[24]
- EF Education First[25] (2019-2021)
  - EF Education First Pro Cycling Team (2019)[26]
  - EF Pro Cycling (2020)
  - EF Education-NIPPO (2021)
- Bora-Hansgrohe[27] (2022-2024)
  - Bora-Hansgrohe (2022-2024)[28]
  - Red Bull-BORA-hansgrohe (2024)[29]
- XDS Astana Team (2025-)